# فرودگاه ردکلیف، استرالیا
فرودگاه ردکلیف، استرالیا (به انگلیسی: Redcliffe Airport (Australia)) یک فرودگاه همگانی است که یک باند فرود آسفالت دارد و طول باند آن ۸۵۳ متر است. این فرودگاه در کشور استرالیا قرار دارد و در ارتفاع ۲ متری از سطح دریا واقع شده است.

## شرکت‌های هواپیمایی و مقصدهای پروازی
| شرکت‌های هواپیمایی | مقصدهای پروازی                  |
| ----------------- | ------------------------------- |
| SEAIR Pacific     | Lady Elliot Island              |
| Air Queensland    | Charter باندابرگ، چارلویل، روما |